# Standvogel
Een standvogel is een vogelsoort waarvan (vrijwel) alle individuen in (of zeer dicht bij) het broedgebied blijven overwinteren. Hij weet daar tijdelijk de minder optimale omstandigheden, zoals voedselgebrek, het hoofd te bieden. Een standvogel wordt ook wel een resident of blijver genoemd.

## Indeling vogelsoorten naar trekgedrag
- Trekvogel, als alle individuen van de soort in de herfst wegtrekken.
- Deeltrekker, als een deel van de individuen wegtrekt.
- Standvogel, als de vogelsoort geen trek vertoont, dus gewoon in het broedgebied blijft.

Het begrip standvogel moet niet soortspecifiek worden gezien, maar populatiespecifiek. Afhankelijk van de geografische breedte, respectievelijk hoogte boven zeeniveau van hun broedgebied zullen vogels trekvogel, deeltrekker of standvogel zijn.
Vaak zijn de populaties uit Noord-Europa trekvogel en die uit Zuid-Europa standvogel. De Lage Landen nemen veelal een tussenpositie in, er zijn daar veel deeltrekkers. Ditzelfde kunnen we zeggen met betrekking tot de hoogte boven zee. Vogelpopulaties hoog in de bergen trekken in de herfst vaak naar lagere regionen.

## Voorbeelden standvogels in België en Nederland

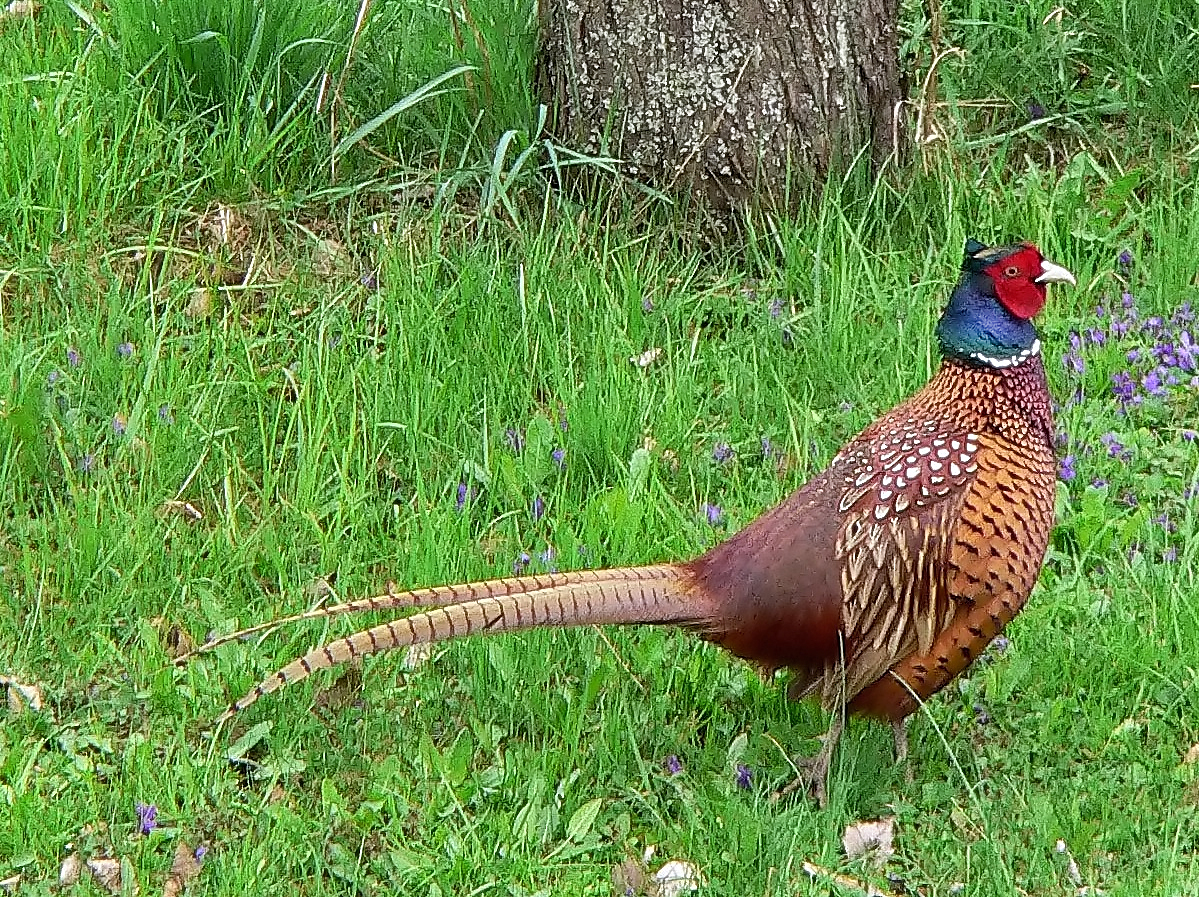
Fazant

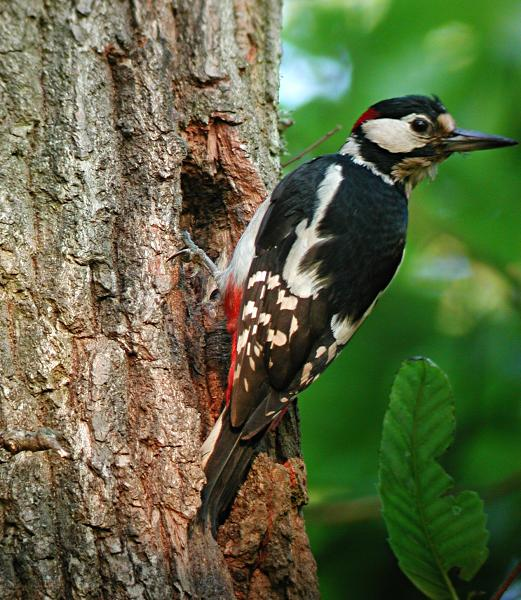
Grote bonte specht

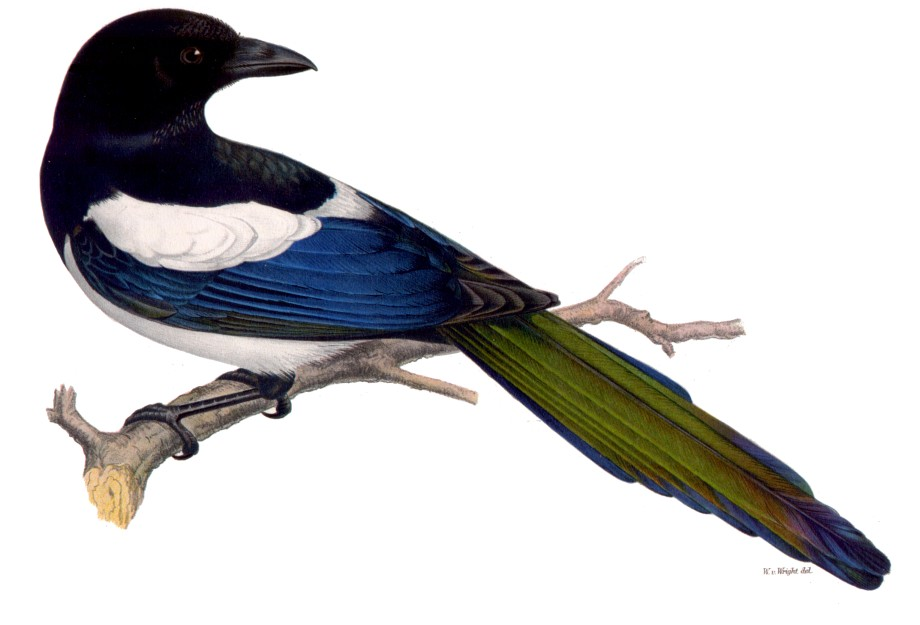
Ekster

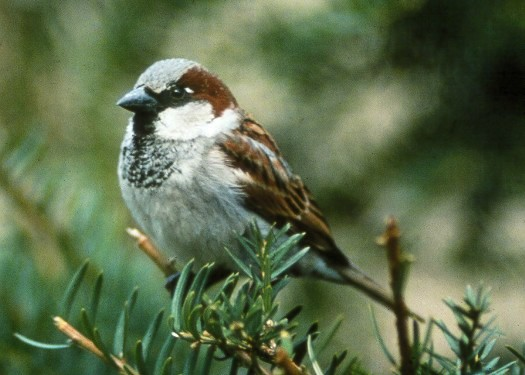
Huismus

- Buizerd
- Havik
- Korhoen
- Patrijs
- Fazant
- Steenuil
- Bosuil
- Groene specht
- Zwarte specht
- Grote bonte specht
- Kleine bonte specht
- Boomklever
- Boomkruiper
- Gaai
- Ekster
- Zwarte kraai
- Huismus
- Ringmus
- Merel

Enige standvogels elders:
- Haaksnavelkolibrie
- Zwaardkolibrie
- Kookaburra
- Keizerspinguïn
- Hyacinthara
- Struisvogel
- Paradijsvogels
- Nandoe
- Secretarisvogel
- Roodmaskeragapornis
- Pauw
- Kasuaris
- Californische condor
- Andescondor
- Filipijnse apenarend